# Murder License Kiba
Murder License Kiba (マーダーライセンス牙) est un manga écrit et dessiné par Shinji Hiramatsu. Il a été prépublié dans le magazine Super Jump et a été compilé en un total de 22 volumes. Une réédition en 16 tomes a également vu le jour.

## Synopsis
L'histoire tourne autour de Kiba Yuuji, un ninja spécialisé dans l'assassinat, qui obéit au premier ministre du Japon Itagaki Shigemasa. De ce fait, il est le seul homme de son pays à détenir une licence de meurtre, c'est-à-dire le permis de tuer. Il possède une technique ninja propre au clan Kiba, qui consiste à contrôler ses muscles, ce qui lui permet de prendre les traits d'une femme. 
Il peut ainsi rester aux côtés du premier ministre en tant que son assistante personnelle, en endossant l'identité de son alter-ego féminin Kiba Yuuko. Accompagné de Kiba Sandayuu son mentor Yuuji protège le premier ministre japonais, tout en exécutant les assassinats commandités par ce dernier, et ce dans le but de protéger le Japon, voire le monde entier.